# Lâu đài Siklós
Lâu đài Siklós (tiếng Hungary: Siklósi vár) là một lâu đài lịch sử có từ thời Trung cổ, tọa lạc ở thành phố Siklós thuộc hạt Baranya, Hungary.

## Lịch sử
Tài liệu lịch sử đầu tiên nhắc đến lâu đài có từ năm 1294. Giống với nhiều lâu đài khác, lâu đài được xây dựng sau cuộc xâm lược của người Mông Cổ vào thế kỷ 13. Năm 1387, chủ nhân lâu đài lúc bấy giờ là gia đình Siklós đã chống lại vua Sigismund của Thánh chế La Mã, nên khu đất này bị tịch thu. Không lâu sau đó, lâu đài trở thành tài sản của gia đình Nam tước Garai. Đầu thế kỷ 16, lâu đài là nơi sinh sống của gia đình quý tộc Perényi. Quý tộc Imre Perényi đã cải tạo lại lâu đài theo phong cách Phục hưng và xây dựng thêm một nhà nguyện lâu đài.
Trong Chiến tranh thế giới thứ hai, lâu đài Siklós được sử dụng làm một nhà tù. Sau khi cuộc chiến kết thúc, lâu đài bị bỏ hoang trong một thập kỷ tiếp theo và chỉ mới được nhà nước cải tạo cũng như khai quật khảo cổ từ năm 1955. Vào thế kỷ 21, lâu đài Siklós hiện là một trong những địa điểm tham quan thu hút du khách ở thành phố.

## Tham quan lâu đài
Dưới đây liệt kê một số địa điểm tham quan tại lâu đài:
- Cánh phía Nam:
  - Tầng hầm: Nhà tù, bảo tàng rượu vang, cửa hàng rượu, quầy đồ lưu niệm
  - Tầng trệt: Triển lãm đồ nội thất thời kỳ Phục hưng
  - Tầng 1: Triển lãm vũ khí thời Trung cổ và các tác phẩm nghệ thuật
  - Tầng 2: Triển lãm lịch sử lâu đài, triển lãm Serbia cùng một số chủ đề khác
- Cánh phía Đông: Phòng chiếu phim, nhà nguyện lâu đài, vườn Dorottya Kanizsai
- Cánh phía Bắc: Cà phê sân thượng.

## Hình ảnh

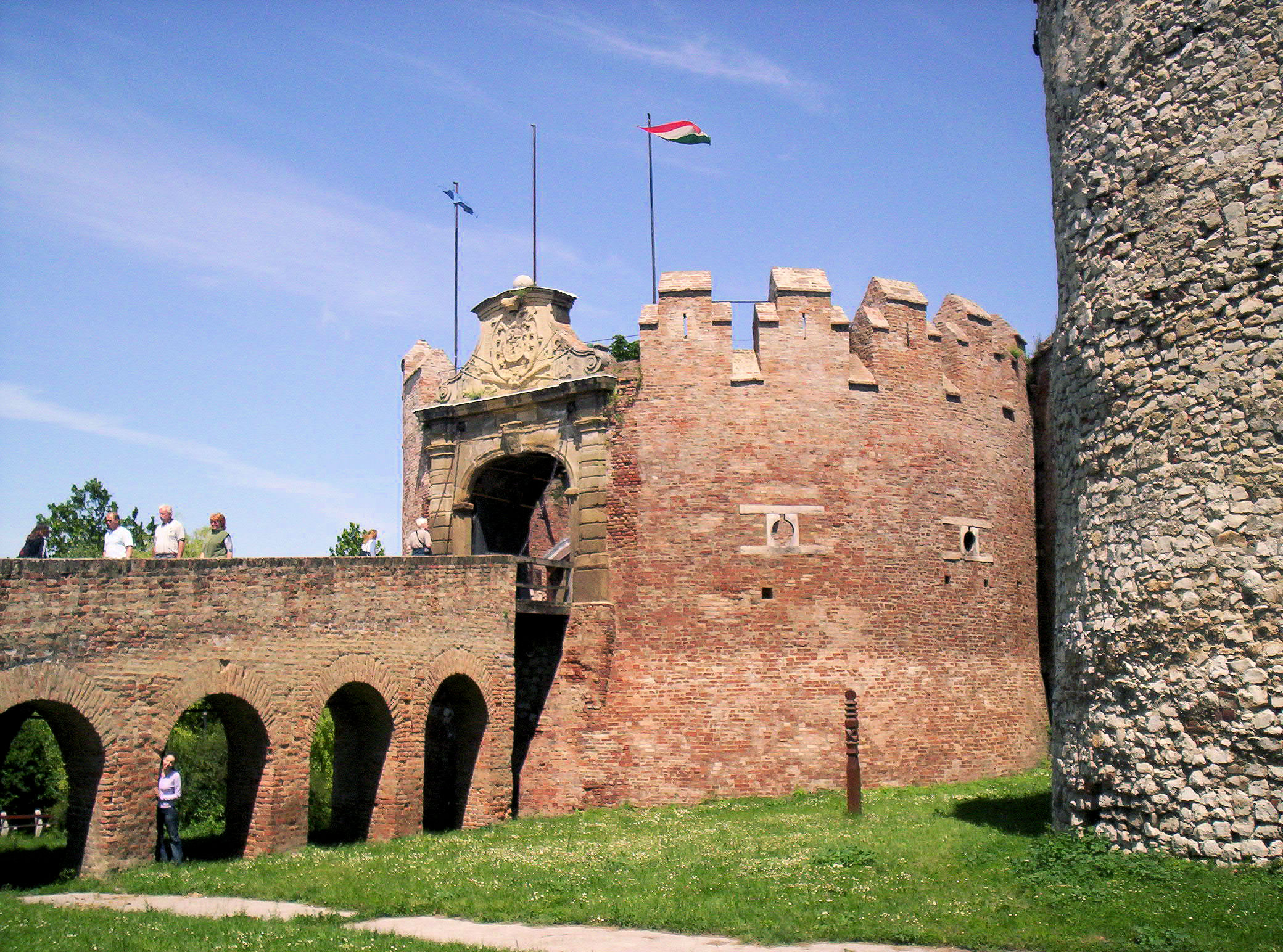
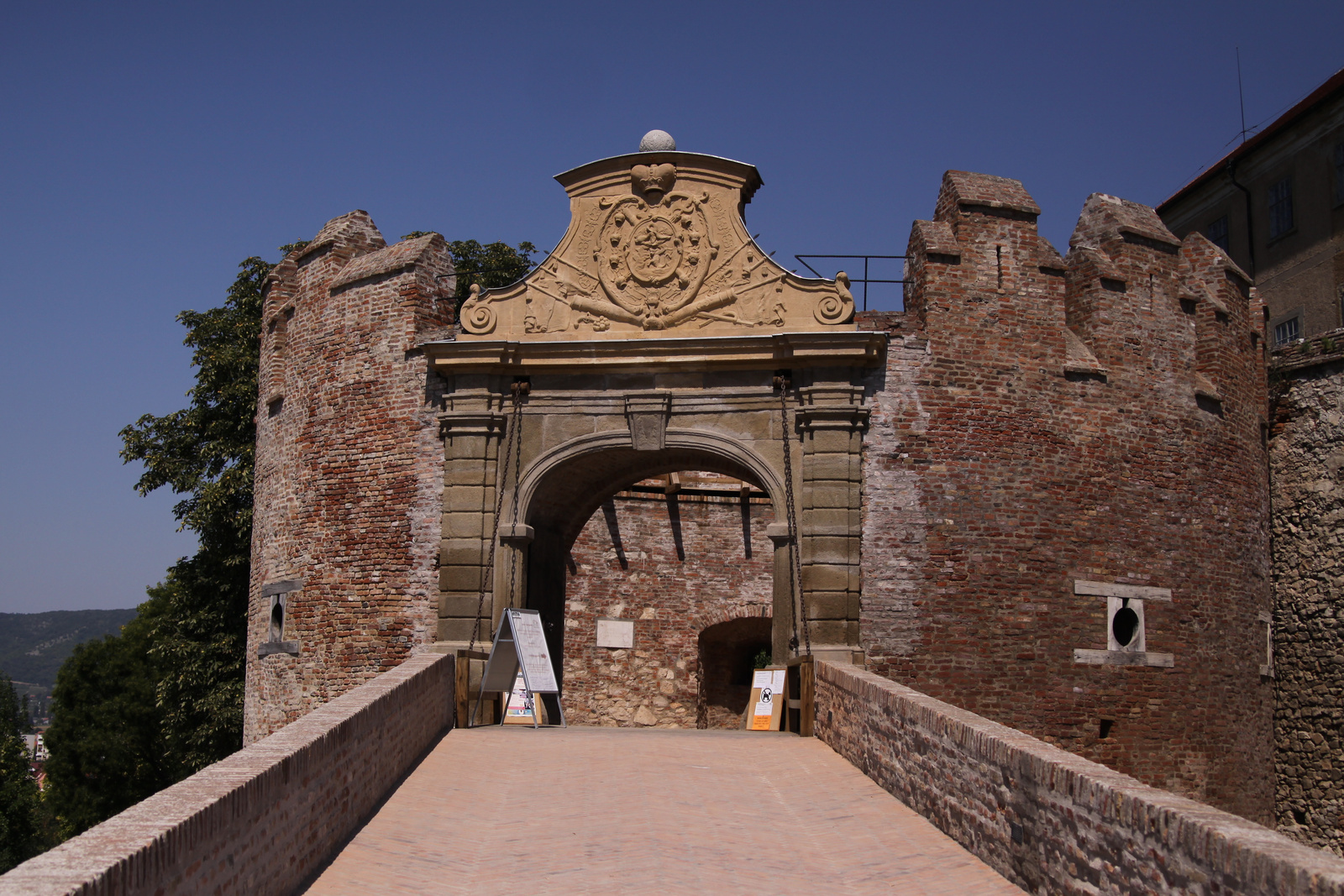
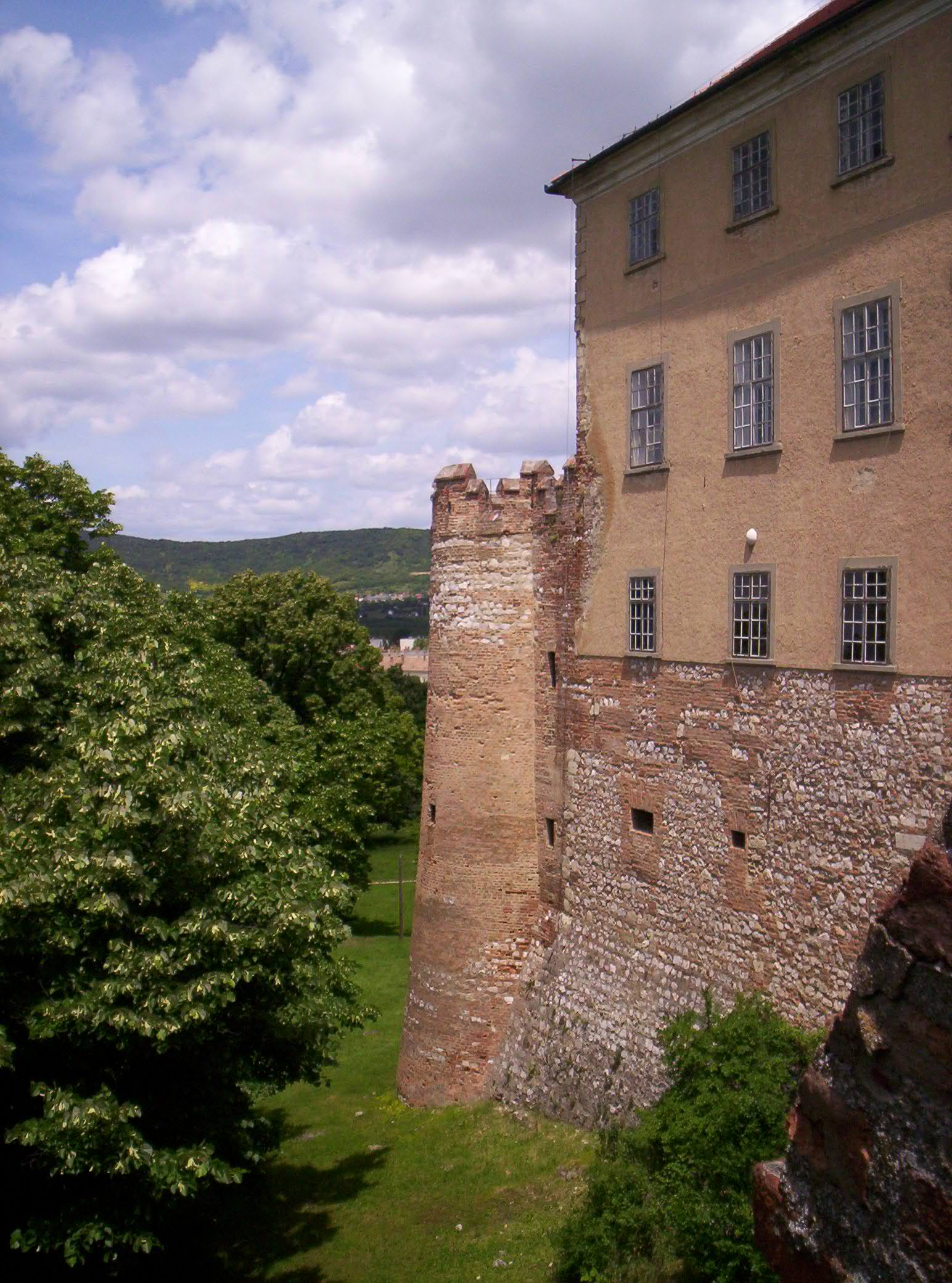
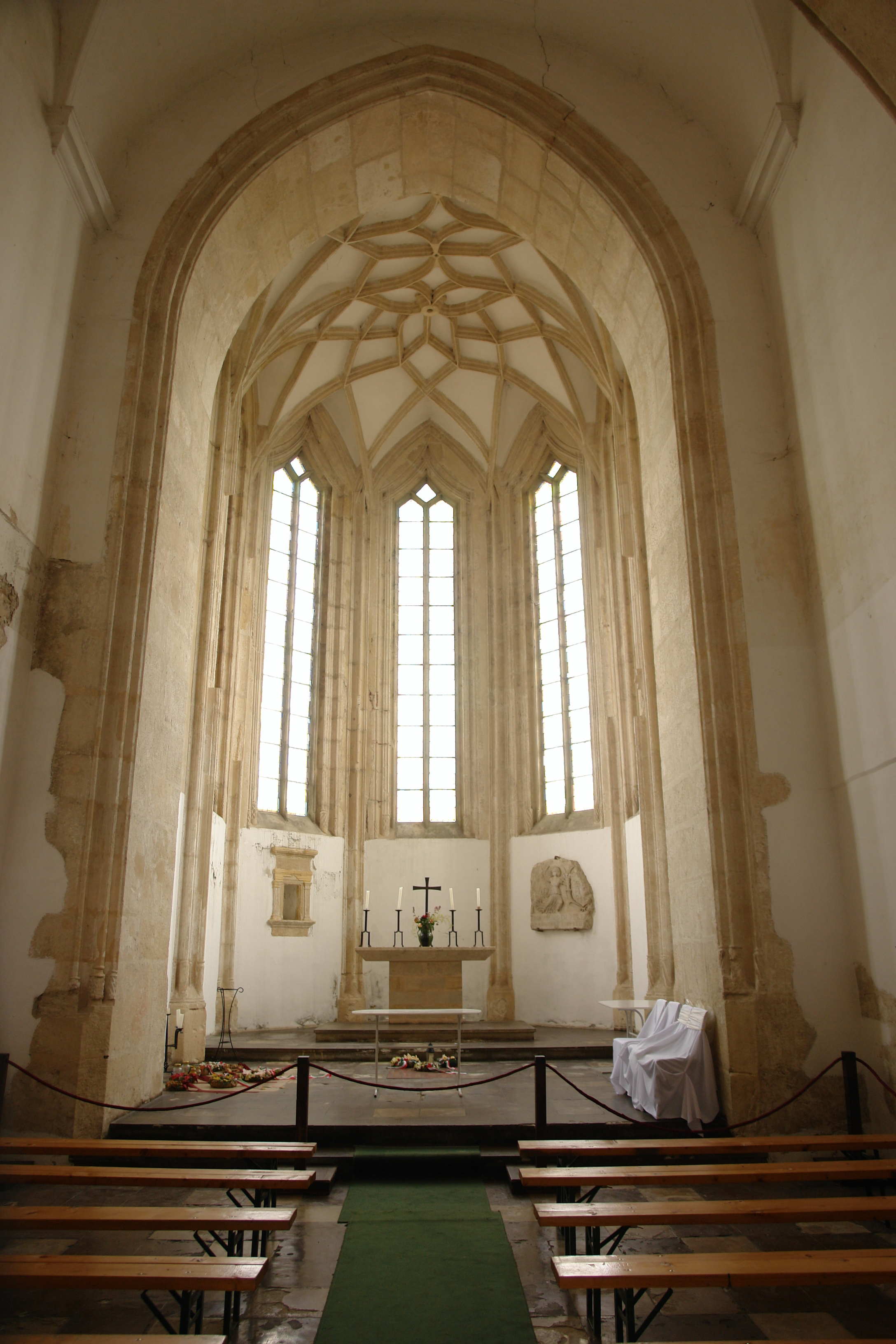
Nhà nguyện lâu đài (2009)